# Doryctophasmus africanus
Doryctophasmus africanus är en stekelart som beskrevs av Charles Thomas Brues 1926. Doryctophasmus africanus ingår i släktet Doryctophasmus och familjen bracksteklar. Inga underarter finns listade i Catalogue of Life.